# 7. februar
7. februar je 38. dan leta v gregorijanskem koledarju. Ostaja še 327 dni (328 v prestopnih letih).

## Dogodki
- 1613 – ruska državna skupščina (zemski sobor) izvoli šestnajstletnega neknežjega bojarja Mihaela Fjodoroviča Romanova za novega carja, prvega vladarja iz vladarske hiše rodbine Romanovih
- 1807 – v vojni četrte koalicije se začne bitka pri Eylauu.
- 1859 – Konstantin von Tischendorf odkrije Codex Sinaiticus.
- 1898 – začetek sojenja francoskemu pisatelju Émilu Zolaju zaradi objave pisma »Obtožujem!«.
- 1964 – The Beatles prično ameriško turnejo.
- 1967 – ameriška vojska v Vietnamu prvič uporabi herbicid agent orange.
- 1971 – ženske v Švici dobijo volilno pravico.
- 1974 – Grenada postane neodvisna država.
- 1984 – Bruce McCandless kot prvi človek prosto leti v vesolju.
- 1990 – objavljena Deklaracija za mir.
- 1992 – podpisan je Maastrichtski sporazum.
- 2014 – v Sočiju se začnejo zimske olimpijske igre 2014.

## Rojstva
- 1102 – Matilda Angleška, rimsko-nemška cesarica, hči Henrika I. Angleškega († 1167)
- 1477 – Thomas More, angleški humanist, državnik († 1535)
- 1500 – João de Castro, portugalski pomorščak († 1548)
- 1693 – Ana Ivanovna, ruska carica († 1740)
- 1741 – Johann Heinrich Füssli - Henry Fuseli, švicarsko-britanski slikar († 1825)
- 1800 – Jožef Blaznik, slovenski založnik, tiskar († 1872)
- 1809 – Matija Majar Ziljski, slovenski (koroški) duhovnik, narodni buditelj, jezikoslovec († 1892)
- 1812 – Charles John Huffam Dickens, angleški pisatelj († 1870)
- 1816 – Jean Frédéric Frenet, francoski matematik, astronom, meteorolog († 1900)
- 1824 – sir William Huggins, angleški učenjak, astronom († 1910)
- 1834 – Estanislao del Campo, argentinski pesnik († 1880)
- 1870 – Alfred Adler, avstrijski psihiater († 1937)
- 1871 – Kijoši Šiga, japonski mikrobiolog († 1957)
- 1872 – Nikolaos Sokrates Politis, grški pravnik, diplomat († 1942)
- 1877 – Godfrey Harold Hardy, angleški matematik († 1947)
- 1885 – Harry Sinclair Lewis, ameriški pisatelj, dramatik, nobelovec 1930 († 1951)
- 1920 – An Wang, kitajsko-ameriški računalniški inženir, izumitelj († 1990)
- 1941 – James Roger Prior Angel, ameriški astronom
- 2001 – Kristoffer Eriksen Sundal, norveški smučarski skakalec

## Smrti
- 999 – Boleslav II., češki vojvoda (* 932)
- 1045 – Go-Suzaku, 69. japonski cesar (* 1009)
- 1074 – Pandulf IV., knez Beneveta
- 1127 – Ava, nemška pesnica, pisateljica (* 1060)
- 1207 – Sambor I., vojvoda Vzhodne Pomeranije (* 1150)
- 1259 – Tomaž II., flandrijski grof, savojski regent, prvi grof Piemonta  (* 1199)
- 1560 – Baccio Bandinelli, italijanski kipar (* 1493)
- 1765 – Franc Anton Steinberg, slovenski politehnik, zemljemerec (* 1684)
- 1801 – Daniel Nikolaus Chodowiecki, nemški slikar poljskega rodu (* 1726)
- 1823 – Ann Ward-Radcliffe, angleška pisateljica (* 1764)
- 1837 – Gustav IV. Adolf, švedski kralj (*  1778)
- 1864 – Vuk Stefanović Karadžić, srbski filolog, etnograf (* 1787)
- 1873 – Sheridan Le Fanu, irski pisatelj (* 1814)
- 1910 – Robert Wood Johnson, ameriški tovarnar (* 1845)
- 1921 – Aleksander Iljič Dutov,  kozaški ataman in generalmajor ruske carske vojske (* 1879)
- 1979 – Josef Mengele, nemški nacistični zdravnik (* 1911)
- 1994 – Witold Lutosławski, poljski skladatelj (* 1913)
- 1999 – Husein II., jordanski kralj (* 1935)
- 2001 – Anne Morrow Lindbergh, ameriška letalka, pisateljica (* 1906)
- 2010 – Mihail Marković, srbski filozof (* 1923)

## Prazniki in obredi

### Goduje
- sveti Romuald Kamáldolski